# Тобёр, Шарль
Барон Шарль Тобёр (фр. Charles Tombeur; 4 мая 1867, Льеж, Бельгия — 2 декабря 1947, Брюссель) — бельгийский военачальник, генерал-лейтенант, командующий бельгийскими колониальными вооруженными силами Force Publique в годы Первой мировой войны, колониальный чиновник, служивший в Бельгийском Конго.

## Биография

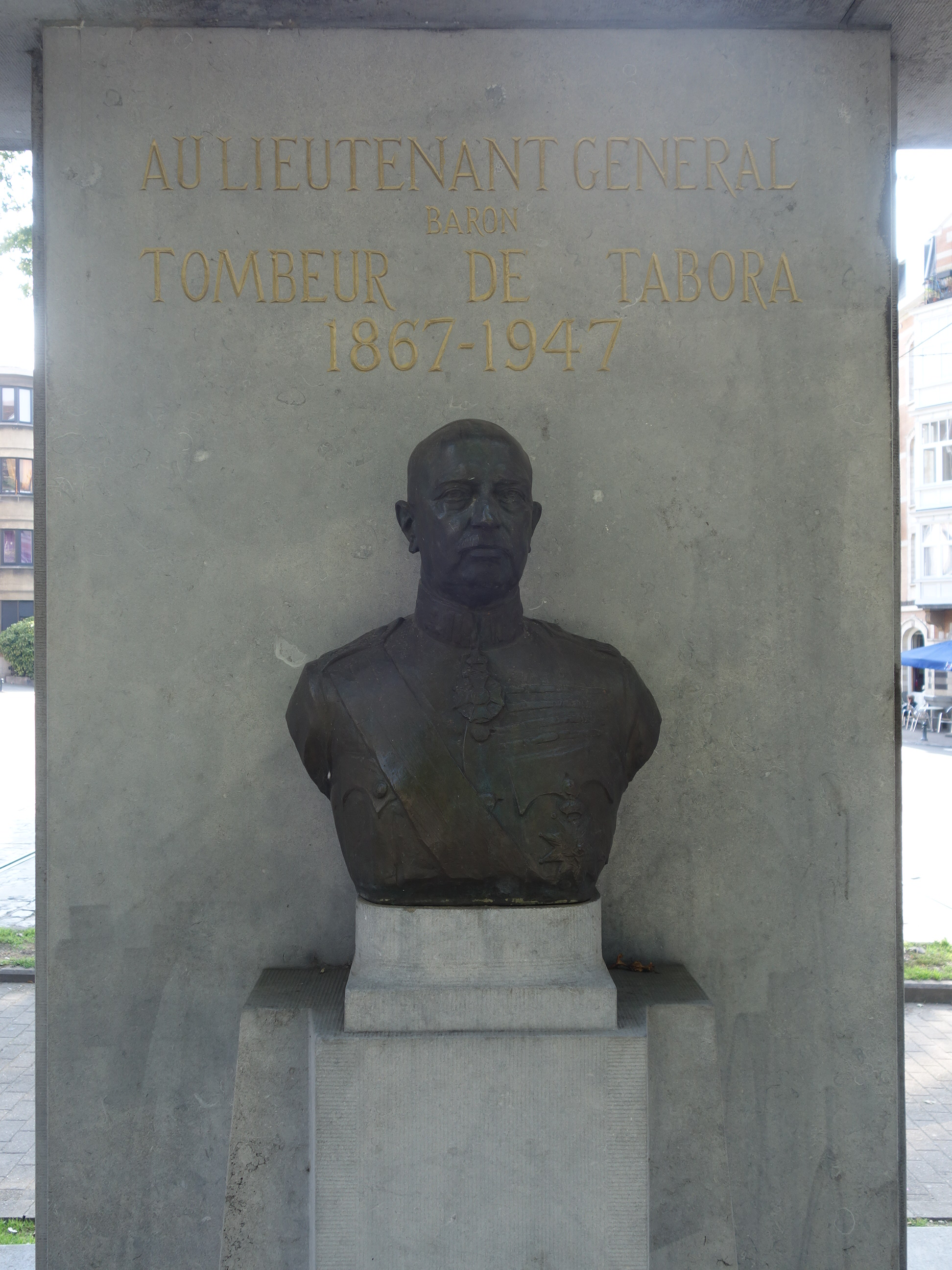
Бюст Ш. Тобёра в г. Сен-Жиль

В возрасте 16 лет поступил на службу в бельгийскую армию. После окончания в 1898 году Королевской военной академии в Брюсселе был направлен на службу младшим офицером в Африку в Свободное государство Конго, являвшееся «личным владением» короля Бельгии Леопольда II. Оставался на этой должности до 1909 года до аннексии Бельгией Свободного государства как Бельгийского Конго. Вернувшись на родину, с 1909 по 1912 год служил адъютантом короля Альберта I.
После начала Первой мировой войны и немецкого вторжения в Бельгию в 1914 году был назначен командующим бельгийскими колониальными войсками на границе с Германской Восточной Африкой.
Участник сражений на Африканском театре военных действий Первой мировой войны. Руководил реорганизацией военизированного формирования Force Publique, в апреле 1916 года возглавил бельгийские силы в Руанде во время восточноафриканской кампании под руководством британцев. После падения Руанды, и последовавшей оккупации Бурунди, Ш. Тобёр был назначен военным губернатором оккупированных Бельгией восточноафриканских территорий, состоящих из будущего бельгийского мандата Руанда-Урунди.
В сентябре 1916 года взял с боями город Табора, входившего в состав Германской Восточной Африки (ныне Танзания).
В начале 1917 года был повышен до звания вице-генерал-губернатора, второй высшей административной должности в Конго. Занимал пост губернатора Катанги с 1918 по 1920 год.